# Sanson (Radsportteam 1956–1966)

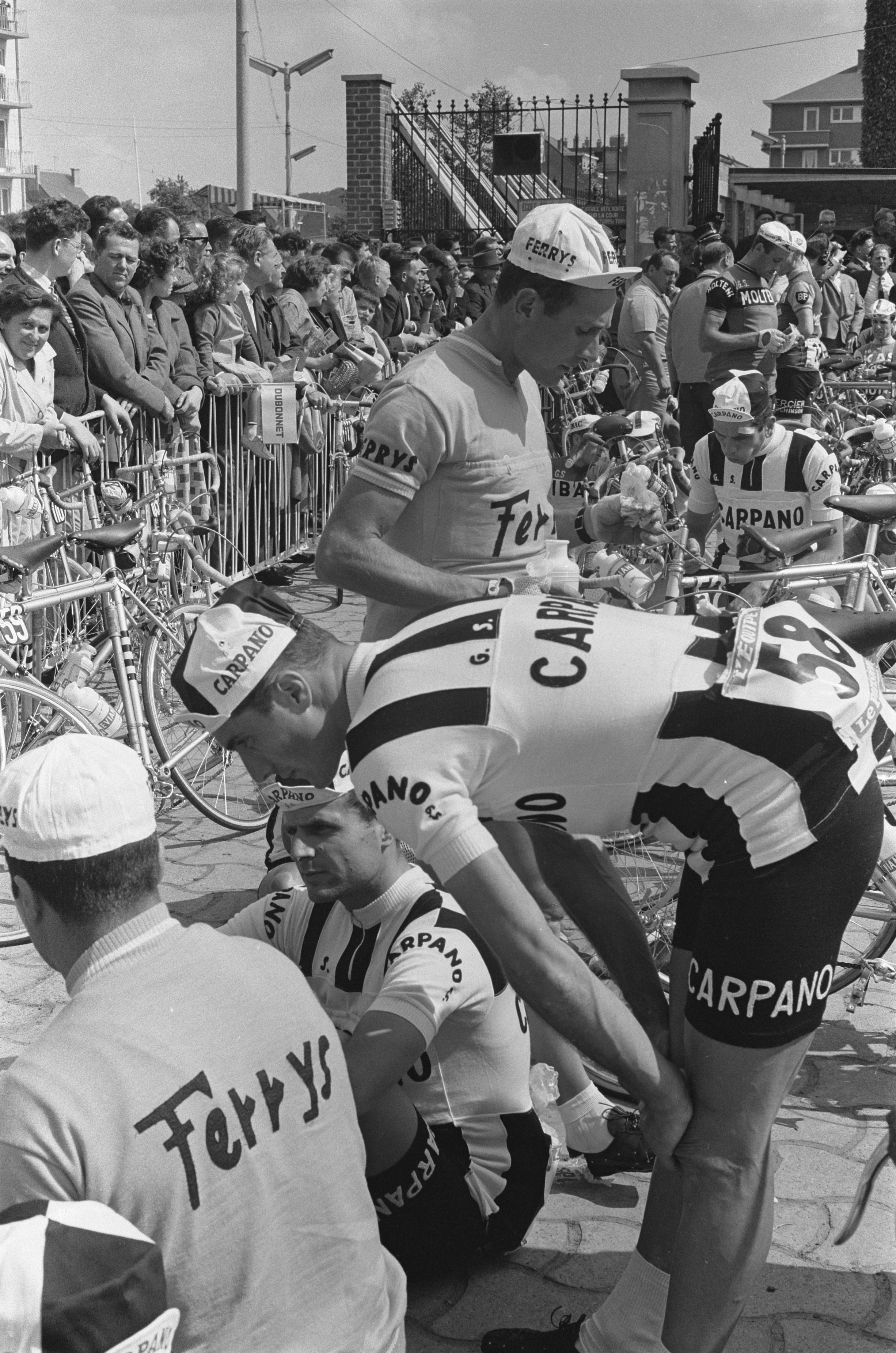
Fahrer vom Team Carpano während der Tour de France 1963

Sanson, Carpano-Coppi oder Carpano war ein italienisches Radsportteam, das von 1956 bis 1966 bestand.

## Geschichte
Das Team wurde 1956 unter der Leitung von Vincenzo Giacotto gegründet. Die größten Erfolge des Teams sind die beiden Siege beim Giro d’Italia 1962 und 1963 sowie die beiden Siege bei der Tour de Suisse 1956 und 1961. Aber auch zahlreiche Siege bei den klassischen Eintagesrennen konnten erzielt werden. Bei den Monumente des Radsports konnte in der Saison 1958 drei Rennen gewonnen und bei den beiden anderen die Top Ten erreicht werden. Bei der Meisterschaft von Zürich und Mailand–Turin war das Team je viermal erfolgreich. Beim Giro d’Italia wurde insgesamt 22 Etappensiege erzielt. 1960 konnten Fahrer des Teams insgesamt sieben Etappen bei der Tour de France und die Gesamtwertung durch Gastone Nencini gewinnen. Da die Tour 1960 mit Nationalteams ausgetragen wurde, werde diese nicht unter Erfolge aufgeführt. Am Ende der Saison 1966 wurden das Team aufgelöst.
Von 1956 bis 1964 war ein italienischer Hersteller von Wermut Hauptsponsor und ab 1965 bis 1966 ein italienischer Speiseeishersteller. Von 1956 bis 1957 war Coppi als Fahrradlieferant Co-Sponsor des Teams. Angeblich sind die Trikots ab 1958 den Trikots von Juventus Turin nach empfunden, weil Juventus I Bianconeri die „Die Weiß-Schwarzen“ genannt werden.

## Erfolge
1956
- Gesamtwertung und zwei Etappen Tour de Suisse[3]
- Mailand–Turin
- Omloop der Vlaamse Ardennen-Ichtegem
- Grand Prix de Lugano (EZF)
- eine Etappe Giro d’Italia
- eine Etappe Critérium du Dauphiné Libéré
- drei Etappen Giro di Sicilia
- eine Etappe Rom–Neapel–Rom
- Schweizer Meister – Strassenrennen

1957
- Flandern-Rundfahrt
- Paris–Roubaix
- Paris–Tours
- Sassari–Cagliari
- Trofeo Baracchi
- eine Etappe Vuelta a España
- zwei Etappen Tour de Suisse
- zwei Etappen Paris–Nizza
- drei Etappen Rom–Neapel–Rom

1958
- Flandern-Rundfahrt
- Lüttich–Bastogne–Lüttich
- Lombardei-Rundfahrt
- Meisterschaft von Zürich
- Omloop Het Volk
- Omloop der Vlaamse Ardennen-Ichtegem
- zwei Etappen und Teamwertung Giro d’Italia
- zwei Etappen Tour de Suisse
- Gesamtwertung und drei Etappen Paris–Nizza
- Gesamtwertung und zwei Etappen Giro del Lazio
- Mailand–Turin
- Gran Piemonte
- Grote Prijs Marcel Kint
- Brüssel–Ingooigem
- Giro della Provincia di Reggio Calabria
- Tour du Tessin
- Genua-Nizza
- drei Etappen Tour de l’Ouest
- zwei Etappen Giro di Sardegna

1959
- Lüttich–Bastogne–Lüttich
- Meisterschaft von Zürich
- zwei Etappen Giro d’Italia
- Giro del Lazio
- Grote Prijs Briek Schotte
- Nationale Sluitingsprijs
- Tour du Tessin
- eine Etappe Paris–Nizza
- eine Etappe Tour de Romandie
- eine Etappe Giro di Sardegna
- eine Etappe Rom–Neapel–Rom

1960
- zwei Etappen Giro d’Italia
- eine Etappe Tour de Suisse
- Gesamtsieg und drei Etappen Menton–Genua–Rom
- zwei Etappen Paris–Nizza
- Kampioenschap van Vlaanderen
- Giro della Toscana
- Grote Prijs Briek Schotte
- Ronde van Limburg
- Omloop van de Fruitstreek
- Antwerpen-Ougrée
- Brüssel–Charleroi–Brüssel
- Nokere Koerse
- Grote Prijs Georges Desplenter
- Roubaix-Cassel-Roubaix
- Italienischer Meister – Straßenrennen

1961
- Gesamtwertung und zwei Etappen Tour de Suisse
- eine Etappe Giro d’Italia
- Mailand–Turin
- La Flèche Wallonne
- Giro dell’Emilia
- Giro del Veneto
- Tre Valli Varesine
- Mailand–Vignola
- Ronde van Limburg
- Omloop van de Fruitstreek
- eine Etappe Rom–Neapel–Rom
- Belgischer Meister – Straßenrennen

1962
- Gesamtwertung und zwei Etappen Giro d’Italia
- eine Etappe Tour de France
- eine Etappe Vuelta a España
- eine Etappe Tour de Suisse
- Mailand–Turin
- Giro dell’Appennino
- Giro del Lazio
- De Kustpijl
- eine Etappe Belgien-Rundfahrt
- Omloop van de Fruitstreek
- München–Zürich
- Giro dell’Appennino
- Genua–Nizza
- Polder–Kempen
- Italienischer Meister – Straßenrennen

1963
- Gesamtwertung, Teamwertung und fünf Etappen Giro d’Italia
- Meisterschaft von Zürich
- eine Etappe Tour de France
- drei Etappen Tour de Suisse
- eine Etappe Tour de Romandie
- Tre Valli Varesine
- Giro dell’Emilia
- Giro del Veneto
- Giro dell’Appennino

1964
- zwei Etappen Giro d’Italia
- Giro della Toscana
- Giro del Veneto
- Coppa Sabatini
- Coppa Agostoni

1965
- zwei Etappen Giro d’Italia
- Giro del Ticino
- Grand Prix Caen
- Nizza–Mont Agel

1966
- drei Etappen Giro d’Italia
- drei Etappen Tour de Suisse
- Meisterschaft von Zürich
- Coppa Bernocchi
- eine Etappe Tirreno–Adriatico

### Monumente-des-Radsports-Platzierungen
| Monument                 | 1956 | 1957 | 1958 | 1959 | 1960 | 1961 | 1962 | 1963 | 1964 | 1965 | 1966 |
| ------------------------ | ---- | ---- | ---- | ---- | ---- | ---- | ---- | ---- | ---- | ---- | ---- |
| Mailand–Sanremo          | 34   | 2    | 4    | 5    | 3    | 5    | 2    | 7    | 25   | 3    | 8    |
| Flandern-Rundfahrt       | 11   | 1    | 1    | 21   | 4    | 2    | 2    | –    | –    | –    | –    |
| Paris–Roubaix            | –    | 1    | 6    | 13   | 16   | 27   | 11   | 19   | 24   | –    | –    |
| Lüttich–Bastogne–Lüttich | 15   | 7    | 1    | 5    | 14   | 18   | 34   | –    | 24   | –    | –    |
| Lombardei-Rundfahrt      | 2    | –    | 1    | 10   | 5    | 7    | 6    | 5    | 5    | 15   | 7    |

### Grand-Tour-Platzierungen
| Grand Tour         | 1956 | 1957 | 1958 | 1959 | 1960 | 1961 | 1962 | 1963 | 1964 | 1965 | 1966 |
| ------------------ | ---- | ---- | ---- | ---- | ---- | ---- | ---- | ---- | ---- | ---- | ---- |
| Giro d’ItaliaGiro  | 20   | 60   | 11   | 10   | 2    | 10   | 1    | 1    | 2    | 2    | 2    |
| Tour de FranceTour | –    | –    | –    | –    | –    | –    | 4    | 53   | –    | –    | –    |

## Bekannte ehemalige Fahrer
- Ferdinand Kübler (1956)
- Fausto Coppi (1956–1957)
- Fred De Bruyne (1957–1958+1960)
- Nino Defilippis (1957–1961)
- Désiré Keteleer (1957–1961)
- Germain Derycke (1958–1959)
- Gastone Nencini (1959–1960)
- Willy Vannitsen (1960–1961)
- Michel Van Aerde (1959–1962)
- Franco Balmamion (1962–1963)
- Italo Zilioli (1962–1964)
- Antonio Bailetti (1962–1965)
- Vendramino Bariviera (1963–1966)